# Слањача
Agaricus bernardii (Quél.) Sacc или у народу позната као гљива Слањача. Врста је више халофитна него медитеранска. Ова гљива је јестива иако има непријатан мирис који се после кувња не осећа. Већином расте на пешчаном тлу. 

## Клобук
Клобук је величине 6-14 cm. У младости је високо избочен а касније средње удубљен или спљоштен. Кожица је наборана, у већини случајева крљушаста. Крљушти могу бити тамније од основе а у већини случајева су истобојне.

## Листићи
Листићи су слободни и густи. Прво су сивкасти, после тога сиво-ружичасти, па пурпурно-ружичасти и на крају тамносмеђи. Величине су 3-5 cm а оштрица је светлија.

## Стручак
Стручак је кратак али масиван, 3,5-5,5/2,5-4,5 cm. При дну је крушколик или дебље заобљен. 

## Отрусина
Отрусина је црно-смеђе боје.

## Месо
Месо је дебело и сочно. Боја му је мутно-бијела. Када се пререже одмах поцрвени, прво добије ружићчасто-црвену боју а касније љубичасту. Има непријатан мирис.

## Микроскопија
Споре су скоро округле, 5,5-7/5-6 mi.

## Станиште
Ова врста гљива је више медитеранска него халофитна. На Балканским просторима већином расте уз уски појас морске обале, до границе продирања соли у земљу.

## Време раста
Период раста је од септембра до децембра, а понекад и у пролеће.

## Јестивост
Слањача је јестива иако има непријатан мирис који се неутрализује приликом кувања али има велику храњиву вредност.

## Сличне врсте
Сличне врсте су 
- Лажна ускочица (Agaricus bernadiformis Bohus)
- Јодача (Agaricus iodosmus Heinem)